# Leptochiton sperandus
Leptochiton sperandus är en blötdjursart som först beskrevs av Tom Iredale och Hull 1925.  Leptochiton sperandus ingår i släktet Leptochiton och familjen Leptochitonidae. Inga underarter finns listade i Catalogue of Life.